# Solenogastres
Los solenogastros (Solenogastres), solenogástreos (Solenogastrea)   o neomeniomorfos (Neomeniomorpha) son una clase moluscos vermiformes exclusivamente marinos que viven y se alimentan sobre cnidarios a grandes profundidades (por debajo de los 200 m). Son epifaunales, a diferencia de los caudofoveados que viven bajo el sustrato mediterráneo  (infaunales). Se conocen unas 250 especies.
Como los caudofoveados, carecen de concha y por ello antes se agrupaban con ellos en la clase de los aplacóforos, hoy considerada por muchos autores como parafilética.

## Características
Los solenogastros son moluscos pequeños (en general de menos de 5 cm). Carecen de concha, ojos y tentáculos. La epidermis presenta en su parte más externa una cutícula quitinosa y espículas calcáreas y aragoníticas. Presentan un pie deslizante atravesado por un surco longitudinal ventral llamado surco pedal o pedio. La cavidad paleal está muy modificada y no presentan ctenidios (branquias).
Presentan una boca anterior con cirros o papilas sensoriales. La rádula puede estar reducida o ausente. El aparato digestivo presenta divertículos intestinales que maximizan la superficie de absorción de nutrientes.
Son hermafroditas (monoicos) con fecundación cruzada; los gametos salen a la cavidad paleal por los gonoductos  a través de la cavidad pericárdica. Presentan una endolarva lecitotrófica (que se alimenta del vitelo del huevo), o una larva trocófora planctotrófica (que se alimenta de plancton) en algunas especies.

## Galería

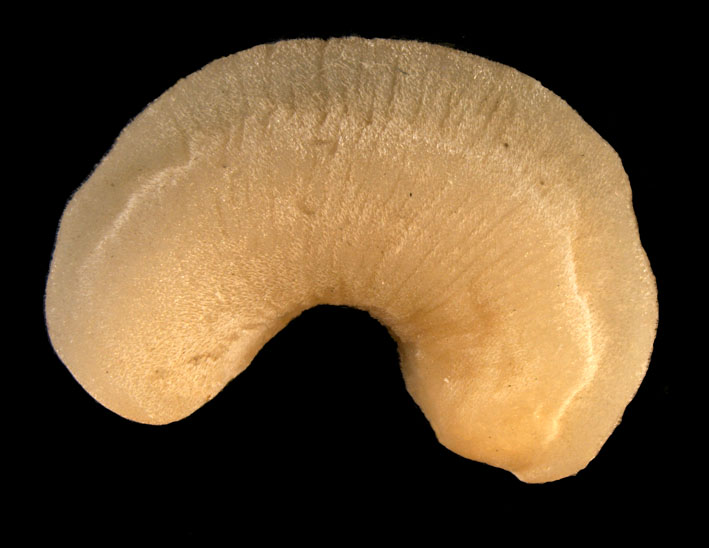
Neomenia
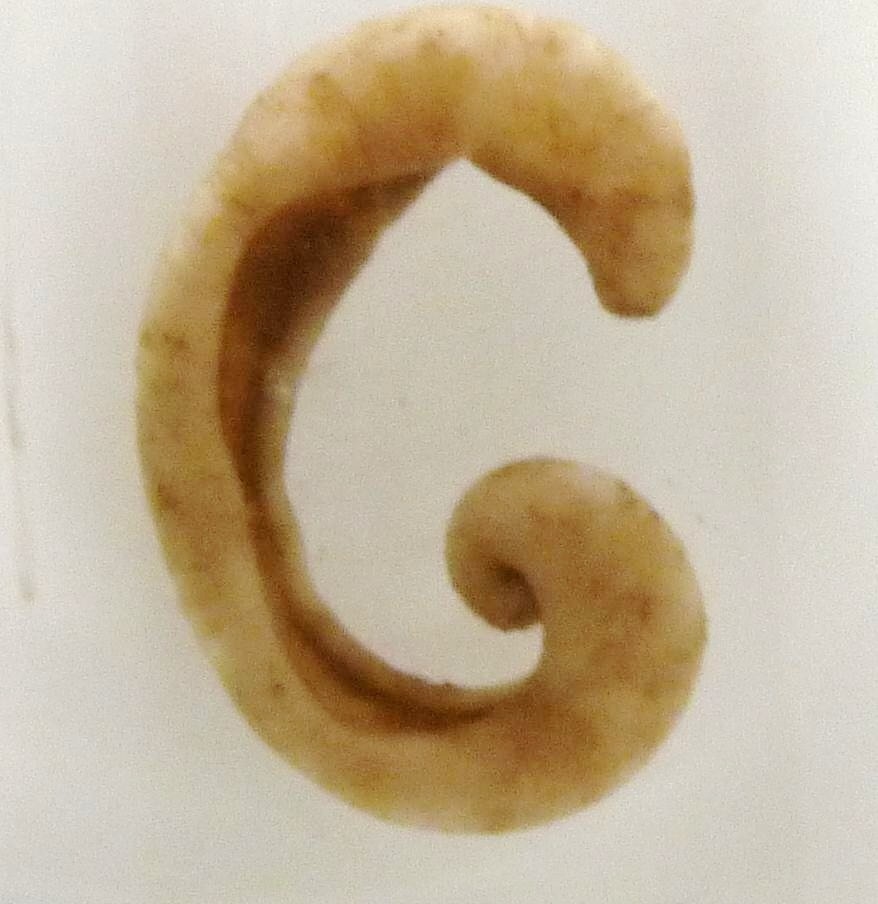
Epimenia